# 賈粲
賈 粲（か さん、生没年不詳）は、北魏の宦官。字は季宣。本貫は酒泉郡。

## 経歴
太和年間、事件に連座して腐刑を受けた。書物や記録を多く読んだ。宣武帝の末年に知られるようになり、内侍の地位を得た。崇訓丞から長兼中給事中・中嘗薬典御となり、長兼中常侍に転じた。さらに光禄少卿・光禄大夫となった。
520年（正光元年）、霊太后を北宮に幽閉するにあたって、賈粲は元叉や劉騰らとともに孝明帝の動静を伺った。521年（正光2年）、右衛将軍の奚康生が元叉の殺害を計画していたが、かえって元叉の騙し討ちに遭った。このとき霊太后と孝明帝は一緒に宣光殿に昇っていたが、賈粲が太后を騙して孝明帝を東序に移し、太后を宣光殿に幽閉した。このころ賈粲は賈詡の後裔と称して、家を武威郡に移した。武威郡太守の韋景が賈粲の意を受けて、その兄の賈緒を功曹に取り立てた。賈緒は年齢が70に届くところだったが、まもなく西平郡太守となり、さらには韋景に代わって武威郡太守に転じた。
525年（孝昌元年）、霊太后が政権に返り咲くと、賈粲を処断したいと考えたが、賈粲は元叉や劉騰の一党ではないと認知されており、宮中内外に動揺を与えることを懸念して処断を取りやめた。賈粲は済州刺史として出向したが、まもなく武衛将軍の刁宣が派遣されて殺害された。賈粲の資産は県官に没収された。

## 伝記資料
- 『魏書』巻94 列伝第82
- 『北史』巻92 列伝第80